# Poblenou
|  | Aquest article tracta sobre el barri barceloní. Vegeu-ne altres significats a «Poblenou (desambiguació)». |

El Poblenou és un dels deu barris que formen el districte barceloní de Sant Martí, el districte número 10 de Barcelona.
L'origen està en un dels nuclis habitats de Sant Martí de Provençals, que va créixer aviat en indústria i habitants. A final del segle xix va arribar a ser l'àrea amb més concentració industrial de Catalunya.
El barri està limitat entre els carrers de Pere IV i l'avinguda Diagonal a l'oest, el carrer de Bac de Roda al nord, el Passeig de Taulat i el carrer de Taulat i l'avinguda d'Icària a la banda del mar, a l'est, i el carrer d'Ávila al sud. El seu eix cívic principal i més popular és la Rambla del Poblenou. Els límits actuals els va establir l'any 2006 la divisió administrativa en barris de Barcelona, que va retallar l'extensió tradicional i va crear nous barris, avui adjacents, amb el topònim "Poblenou" al nom: El Parc i la Llacuna del Poblenou, La Vila Olímpica del Poblenou, Diagonal Mar i el Front Marítim del Poblenou, i Provençals del Poblenou.
Actualment és una zona en constant transformació, on s'ubica el districte tecnològic de Barcelona, el 22@, convivint amb les façanes d'antigues fàbriques i una vida veïnal que intenta conservar l'esperit familiar i popular tradicional.

## Història
Topònims com Llacuna, Joncar o La Granota, aquest últim situat a la vora del Camí Antic de València segons escrits del setge que patí Barcelona el 1714 durant la Guerra de Successió Espanyola, recorden que el territori del barri va ser una zona humida pantanosa prop del desembocament del riu Besòs. L'aprofitament econòmic va començar entre els segle xii i xiii, amb pastures per al bestiar destinat a abastir a Barcelona. Amb elles comencen a aparèixer masies, com la de Can Canals o la de El Taulat d'en Llimona. La vida exclusivament agrària va durar fins al segle xviii.
A partir d'aquesta època la zona comença a ser considerada com la que hi havia al darrere de la Ciutadella, construïda després de 1714. En aquest segle es va construir la Casa de la Quarentena, on eren revisats els viatgers sospitosos de portar malalties epidèmiques. També es va crear el primer cementiri fora muralles, i sobretot van començar a instal·lar-se les fàbriques d'indianes, uns teixits de cotó estampats. Amb les fàbriques la població va anar augmentant de forma important.

### La industrialització
La revolució industrial a Sant Martí va començar el primer terç del segle xix. El conjunt de factors com la proximitat a Barcelona, l'abundància d'aigua i el preu baix dels terrenys van fer del pla martinenc un lloc adequat perquè sobretot els industrials de Barcelona hi veiessin possibilitats d'expansió. S'hi van establir unes indústries tèxtils que es van distingir en activitats com el blanqueig, estampat i tintoreria. La mecanització de la fabricació va dur a implantar el vapor. Fàbriques pioneres foren Achon i Ricart, a la dècada dels 40.
Aquestes indústries necessitaven mà d'obra, per tant hi va haver creixement demogràfic i construcció d'habitatges. Cap a la dècada de 1840-50, la concentració sorgida al sud del terme de Sant Martí fou batejada popularment com a Taulat o "Pueblo Nuevo". El 1855, Ildefons Cerdà es refereix al barri dient-ne Icària, influït com estava per les idees del socialisme utòpic. Des de Barcelona, l'accés principal al nou barri era el passeig del Cementiri, obert el 1839. El passeig, la futura Avinguda d'Icària, va servir per fer entrar a Barcelona els vins i aiguardents que venien de fora, i a més va esdevenir el lloc de pas del ferrocarril. El 1848 la primera línia de ferrocarril de Catalunya, entre Barcelona i Mataró, travessava la platja deserta del Poblenou.
El 1854 es va obrir el carrer de Sant Joan de Malta, que era el camí natural de Sant Martí cap a la platja. I per la mateixa època es va fer, al sector del Taulat, la plaça Isabel o, des del 1868, Prim. A partir dels anys 1870, lligat a la desaparació de la Ciutadella militar i el canvi polític, es va accelerar la construcció de fàbriques i el creixement la població. Al costat de les noves fàbriques es van formar nous nuclis urbans, com ara el barri de la Plata, entre els carrers de Wad-Ras i Badajoz, i el d'Icària, al sud de l'Avinguda d'Icària. Els nous nuclis s'anaven sumant al nucli central del Poblenou, articulat al voltant de la Rambla i del carrer Marià Aguiló, entre el carrer Pere IV i el Taulat. El 1886 s'urbanitzà com a rambla el passeig del Triomf, nucli urbanístic però també social i associatiu del barri.
D'entre les indústries que es van instal·lar al barri cap a la fi del segle xix, destacaven la Teneria Barcelonesa, prop del Bogatell, i el Gas Lebon. S'hi ubicaren també magatzems de dipòsit, com Crédito y Docks, magatzems de vins, fabricants d'aiguardents, com ara Martini & Rossi i Can Bardina, i farineres, com El Progreso, Folch i Albiñana, La Perfección i Can Gili. Sant Martí va esdevenir la capital de la moderna indústria farinera espanyola. Més tard, al voltant de l'Avinguda d'Icària s'aixecaren Can Rocamora, una fàbrica de sabó i espelmes, i la fàbrica de mosaics Escofet.
En el conjunt del barri destacava la indústria tèxtil dedicada a les filatures i ram de l'aigua. És el cas de Ca l'Aranyó, Can Felipa, Can Saladrigas, l'Escocesa, El Cànem, Torelló, Can Janas, Muntadas, Casas i Jover, Can Forasté, Juncadella o Ferrer i Vidal. Al ram del metall destacaren Can Girona, Can Torras i Rivière. D'altres rams foren els de les adoberies, el químic i el de l'alimentació; en aquest darrer cal esmentar Xocolates Amatller i Olis Basseda. El paisatge industrial el completaven nombrosos petits tallers i fàbriques mitjanes. Per exemple, els boters abundaven al barri de la Plata, habitat especialment per immigrants valencians i aragonesos.

### Obrerisme i associacionisme
L'acumulació humana provocada per la industrialització va dur a l'aparició d'un moviment obrer centrat a millorar les dures condicions de vida dels obrers. D'entrada, tendien a viure en habitatges mal construïts i amb males condicions higièniques, cosa que afavoria epidèmies freqüents de còlera, tifus o verola, causa d'una alta mortalitat fins ben entrat el segle xx.
Aquelles condicions laborals i de vida incloïen una difícil coexistència en la proximitat immediata de les fàbriques, amb llargues jornades de treball, àpats insuficients, falta d'higiene, sous baixos, treball de dones i infants, inexistència de pensions de jubilació i d'ajuts per malaltia o invalidesa. A això cal afegir els pous negres, les latrines, la contaminació de les fàbriques, l'absència d'una regulació dels residus. Faltava enllumenat de gas als carrers, transport públic, escoles i serveis en general.
A partir dels anys 1870, els obrers més conscienciats es van anar organitzant en ateneus i associacions diverses. El cooperativisme tingué forta implantació. El 1876 va néixer L'Artesana i el 1890 La Flor de Maig, que arribaria a ser una de les cooperatives més importants del país, fins i tot amb granges pròpies a Cerdanyola. Les cooperatives de consum eren muntades i gestionades pels obrers mateixos, que intentaven ajudar-se comprant menjar a preu més econòmic, i també en el camp cultural i social.
La resta de la població la conformaven la classe mitjana de comerciants, empleats qualificats, propietaris i petits industrials, i una classe acomodada d'industrials que vivia a la Rambla. Aquesta societat complexa va anar generant entitats i una rica vida associativa de caràcter recreatiu, cultural i polític.
Per exemple, la Societat Recreativa i Cultural l'Aliança es va fundar el 1869. La primera seu va estar al carrer Wad-Ras. El 1905 va iniciar les projeccions de cinema. Anys després, fruit de les diferències polítiques entre els socis, s'acorda la construcció d'un de nou, el Casino l'Aliança, del 1929, obra de l'arquitecte Amadeu Llopart.
L'Ateneu Colón fou fundat el 1889 per una penya d'amics. El 1910 es va fundar el Centre Moral i Cultural que, al principi, es deia Centre Social. Sent un barri essencialment obrer, el Poblenou va rebre el missatge de Clavé i les seves corals: l'agrupació més antiga fou "El Sabre de Plata", fundada el 1896.
Molt aviat es van fundar entitats esportives. El 1909 va néixer el Júpiter, dedicat al futbol. El camp del Júpiter es trobava a la cruïlla de Lope de Vega i Llull. El 1931 el club va fer un homenatge a Francesc Macià, president de la Generalitat. Altres formacions esportives foren la Penya Ciclista i el Club Atlètic Poble Nou, ambdues del 1929, i el Gladiador, del 1932. Arran d'una escissió del Júpiter, el 1916 es creà l'Agrupació Excursionista Icària.
El 1930 es va constituir el primer club de natació, el Club Natació Poble Nou. Sense constituir cap entitat, el 1912 s'obrí la Societat de Banys de la Mar Bella amb l'esperit de fomentar les activitats a l'aire lliure. Presumia de ser "la platja més neta de la zona marítima de Barcelona".
Pel que fa al món polític, els republicans havien tingut de sempre un gran predicament a Sant Martí. Els vells republicans i els nous - els radicals d'en Lerroux - arribaren a tenir força locals arreu del barri. El 1912, una CNT acabada de crear tingué al barri alguns dels seus nuclis primerencs.
L'esclat revolucionari que es va estendre per Barcelona al llarg de l'anomenada Setmana Tràgica, el 1909, al barri es va traduir en la crema del convent de les Franciscanes, una escola per a filles de famílies benestants, a la Rambla, i la comissaria de policia. Durant els anys del pistolerisme hi va haver vagues i atemptats a Barcelona i també a Sant Martí. El cop d'estat de Primo de Rivera va dividir els veïns: a l'Aliança vella, quan una part dels socis va fer costat al dictador, un altres es van separar i van crear una nova seu a la vora.
Entre els veïns oposats a la política antiobrera i anticatalanista del nou règim hi havia el jove escriptor Xavier Benguerel i Llobet, el qual juntament amb Salvador Roca va fundar la revista "Poblenou" el 1924, per a la defensa de les postures catalanistes del barri durant la dictadura.

### La Segona República i la Guerra Civil
El 1931, durant la Segona República, el Poblenou era alhora un barri republicà i anarquista. En les fàbriques i tallers el sindicat majoritari era la CNT. Els oficinistes eren del CADCI i de la UGT. La crisi social i econòmica d'aquest període ocasionà nombrosos conflictes laborals. Els fets d'octubre de 1934 també tenen el seu ressò al barri. A les eleccions del 1936, els candidats del Front d'Esquerres aconseguiren a Sant Martí 23 mil vots. Al Poblenou, juntament amb els nuclis tradicionals republicans i llibertaris, hi apareix un nou partit: el Bloc Obrer i Camperol. Pocs mesos després, el 18 de juliol, una part dels militars es rebel·la contra el govern republicà. Al Poblenou, líders de l'anarquisme com García Oliver Durruti i altres instal·len el seu quarter general perquè la majoria viu o treballa al barri. Els carrers estan vigilats per obrers armats.
A la matinada surten del barri camions plens de milicians i milicianes amb la bandera vermella i negra de la CNT-FAI. A la rodona del Carrer Enna s'aixequen barricades. La guàrdia civil instal·la ametralladores en alguns terrats per contratacar. A l'Avinguda Icària, es produeix un tiroteig davant la caserna dels Docks, contra els militars rebels, que aviat queden encerclats. A l'alçada dels Quatre Cantons s'aixequen barricades i s'instal·len patrulles de control. S'hi munta una metralladora. S'aixequen barricades en altres indrets del barri. Altres persones calen foc a les esglésies i saquegen el local de les monges a la Rambla. Alguns aprofiten per venjar-se d'antics assumptes o per apropiar-se de la casa i dels béns de gent expulsada o assassinada. Durant els dos primers dies les botigues no despatxen queviures. Poc després apareixen les llibretes de racionament i les cues. Comença la mobilització: voluntaris civils improvisen columnes que es dilueixen unitats militars regulars, l'objectiu de les quals era anar Aragó i recuperar territori en mans dels insurrectes.
Mentrestant el Comitè Central de Milícies Antifeixistes, instal·lat a l'Ateneu Colón, comença la persecució de veïns considerats sospitosos, de fet persones creients o conservadores. A alguns els destrossen la casa, se'ls enduen a la presó i, en alguns casos, els afusellen. A l'Ateneu, pel desembre, és jutjat i condemnat el bisbe Irurita. La CNT-FAI es llença a una campanya de col·lectivitzacions. Les empreses resten sota el control d'un comitè obrer, gairebé sempre sense cap coordinació racional amb la resta del sistema productiu.
Els primers temps la moral dels obrers era alta i procuraven que funcionessin la major part de fàbriques i tallers. En alguns casos l'autogestió obrera té èxit. com en el cas de Can Rivière: durant la guerra es van fer innovacions i es va modernitzar la maquinària. A Can Ribera i a Can Ponsa també es va muntar nova maquinària. Pel fet d'haver-hi tantes fàbriques, sobretot foneries, el Poblenou va esdevenir zona d'indústria de guerra i va rebre bombardejos intensos. Can Rivière i Can Girona, entre d'altres, van ser castigades, així com els habitatges dels voltants, com ara la França Xica, on un dels bombardejos va ocasionar molts morts.
Les bateries antiaèries es troben a la Torre de les Aigües i a la Mar Bella. Les mateixes fàbriques metal·lúrgiques edifiquen refugis antiaeris. Sota alguns carrers, els veïns també s'afanyen a construir-n'hi. El col·legi de les franciscanes a la Rambla és convertit en un banc de sang i hospital. Calen llits, matalassos i mobles. La fam i el fred s'apoderen de la ciutat. No hi ha combustible i el pa s'obté després de llargues estones de cua.

### El franquisme: vida social i entitats
Malgrat l'escassetat i el racionament, pràcticament cada anys des d'acabada la guerra, els veïns celebraven la festa major, la qual es movia en dos nivells diferents: la programada per la Comissió oficial i la que la gent del barri feia en els seus carrers. Es van arribar a comptar fins a 17 carrers adornats. Durant la festa els veïns organitzaven balls, sardanes, berenars, pallassos, concursos de cantants, varietés...
La Comissió oficial organitzava concursos-exposicions de pintura i repartia els "Premios a la virtud, al trabajo y al amor patrio"; distribuïa diners als necessitats i organitzava un berenar per als nens del Centre de Protecció de Menors. Per la seva banda, les entitats celebren les seves pròpies activitats de festa major.
Els anys 60 el Centre Moral, a més de les habituals representacions teatrals a càrrec de la seva secció, organitzava el famós Trofeu Mans, concurs de cinema amateur. A l'Aliança es lliuraven els Premis Sant Martí. El Consell del Districte els atorgava a persones o entitats que han destacat en la seva tasca envers St.Martí.
La festa del "Pa amb vi i sucre" esdevingué un dels moments més assenyalats quant a participació veïnal. La Rambla era la confluència de les diverses generacions, que s'aplegaven durant un dia per celebrar un dels actes més tradicionals. Durant la festa major de 1960, s'inaugurà l'escultura anomenada "L'adolescència", de Martí Llauradó.
El 1939, totes les entitats amb un marcat caire polític havien quedat esborrades del mapa. Només restaren les més arrelades. No cal dir que aparegueren les lligades a Falange i al sindicat vertical, que s'aprofitaren d'algun vell edifici, com ara el de l'Aliança vella. La vida cooperativa mai no recuperà la força que havia tingut abans de la guerra. La Flor de Maig va desaparèixer.
El 1950 s'inaugurà el nou edifici del Centre Moral i Cultural. Justament la dècada dels 50 fou la de més esplendor per a les societats culturals. Es feia teatre amateur al Centre, a l'Ateneu, a Pau i Justícia i a l'Artesana. El teatre professional tenia lloc al Casino i a "Can Descanso". I en tots s'hi feien balls.
La tradició coral seguia dempeus, distingint-s'hi l'Orfeó Virolai que durà catorze anys.
Neixen nous clubs esportius i el 1960 es construeix la piscina del Club Natació Poblenou. A principi dels anys 1940 només existien al barri les parròquies de Santa Maria del Taulat, Sant Francesc d'Assís -ambdues cremades en esclatar la guerra- i la del Sagrat Cor, que es pogué salvar per les gestions realitzades pel seu rector.
La reconstrucció de Santa Maria s'inicià el 1945, enmig d'una cerimònia. L'obra es finançava mitjançant les aportacions voluntàries de 200 subscriptors, entre els quals hi havia particulars i empreses. El seu rector, mossèn Pius Bosch, hi treballà de valent, tot i que l'impuls final el donà el seu successor, mossèn Joan Playà. Mentre van durar les obres, el bar del Centre Moral serví de temple. L'abril de 1950 l'església fou consagrada. Durant els anys 1950 es crearen dues noves parròquies: Sant Pancraç, el 1954, i Sant Bernat Calbó, el 1956. L'església nacional-catòlica de la immediata postguerra donà pas a principi dels anys 1950 a una nova generació sensible a les qüestions socials. Els anys 60, arran del Concili Vaticà II, l'església s'obrí més al barri tant en l'àmbit pastoral com social: es creà el Moviment Infantil, amb activitats educatives i lúdiques.
A més de les celebracions habituals al carrer, com les processons de Divendres Sant i del Corpus, una activitat tradicional de l'Església del barri era l'atenció envers els malalts i invàlids, i el seu acompanyament cap a Lourdes. Els malalts es reunien al vestíbul del Centre Moral i Cultural. Havien decidit anar a Lourdes per demanar la intercessió de la Mare de Déu. Aquests viatges es segueixen fent al llarg de moltes dècades. Fou també l'època en què sorgí la revista "Quatre Cantons", editada a partir de 1963, sota l'aixopluc de Santa Maria.

### El franquisme: conflictivitat social
Després de la guerra el retorn dels propietaris suposà la depuració, l'acomiadament o la denúncia de molts obrers. Alguns havien marxat a l'exili, d'altres restaren amagats i molts foren reclosos en presons, com la fàbrica coneguda com "el Cànem". Malgrat la repressió, l'activitat política i sindical no fou totalment estroncada i va tenir una continuïtat clandestina. En el món oficial, els regidors municipals representaren els interessos polítics del règim. La major part eren falangistes, i alguns tenien interessos econòmics en el mateix districte. A partir dels anys 50, les classes populars comencen a plantar cara a la política social i econòmica del règim. Si la dècada s'encetà amb la vaga de tramvies, cap a la fi dels anys 1950, a les empreses Hispano Olivetti, Vicente Illa i algunes altres hi hagué aturades importants provocades per la davallada econòmica motivada per l'estabilització i l'inici de la crisi del tèxtil.
Les condicions de vida dels treballadors eren precàries. Els preus dels articles anaven pujant a un ritme més accelerat que els salaris, i el poder adquisitiu dels obrers durant aquells anys era força baix. La davallada econòmica va fer que moltes grans indústries pleguessin, sovint mancades de matèries primeres o de combustible, però també per l'empobriment d'amplis sectors de la població i per la impossibilitat d'exportar. Era un fet freqüent que les grans fàbriques en crisi, com ara Can Folch o Can Saladrigas, dividissin les naus en petits espais que llogaven. És l'època en què s'estenen petits tallers i apareixen obradors tèxtils on es treballa manualment. És, també, el moment que apareixen petites empreses d'economia submergida. Els anys 1960 foren l'època econòmicament més estable. Tot i així, la conflictivitat augmentà: el 1962, per exemple, s'encetà un conflicte a Can Girona per la reclamació d'un salari mínim especificat. Foren també els anys de la reconstrucció del sindicalisme de classe. La factoria d'Iberia Radio quedà destruïda el 1971 per un incendi, en què moriren tres bombers. Això desencadenà un conflicte entre l'empresa i el personal. L'Hispano-Olivetti, com a una de les empreses amb més treballadors del Poblenou hi participà durant uns anys en les mobilitzacions sindicals juntament amb altres empreses grans del Barcelonès, Vallès i Llobregat.
El 1974 s'anuncià l'obertura del carrer Pallars, que afectava alguna de les instal·lacions de Can Felipa. Per aquest motiu, Càtex acomiadà 72 obrers que treballaven a la nau afectada. Un any després, l'empresa feia expedient de crisi i es traslladà fora de Barcelona. Durant la dècada dels 1970 el Poblenou patí fortament la crisi del sector tèxtil i va veure com moltes de les seves empreses desapareixien, deixant sense feina centenars de treballadors. El 1973, una aturada de Mototrans acabà amb 25 treballadors acomiadats, i una altra a Frigo amb 13 despatxats més. Durant el 1974, Letona es negà a acceptar les millores salarials demanades pels obrers, que deixaren de fer hores extres. El resultat fou l'acomiadament de 140, dels quals 27 restaren definitivament al carrer. El mateix any es produïren tensions a S.F.Vila. El 1976, milers d'obrers del metall anaren a la vaga: lluitaven per unes condicions socials més justes.
Al llarg dels anys 1940 i 1950 les intervencions urbanístiques al Poblenou foren summament esporàdiques, i es limitaren a l'obertura de carrers que restaven tallats per fàbriques i a la construcció d'alguns blocs d'habitatges. Al passeig Calvell s'hi construïren entre 1953-56 els blocs del Patronat Municipal de l'Habitatge. Fins al 1965 no s'obrí la Rambla fins a aquest passeig.
La tanca que limitava les vies del tren fou una de les principals barreres urbanístiques que aïllaven el barri i li tallaven el pas al mar. Fins als anys 1940, a la Mar Bella hi havia dos establiments de banys i nombrosos dels anomenats "merenderos". Lentament l'espai entre aquests i les vies del tren va ser ocupat per barraquistes que, a més de la misèria, havien de suportar els temporals de mar, com els dels anys 1947, 48, 51 i 53 que van endur-se barraques i platja, sovint amb el cost de vides humanes. No va ser fins que el desgast produït per l'aigua arribà a tocar les vies, que les autoritats hi posaren remei, fent una vorera de pedres paral·lela a la costa i espigons.
Durant un munt d'anys la platja com a tal deixà d'existir, i es convertí en un immens abocador de runa i deixalles. Les restes de nombrosos enderrocs de Barcelona o rodalia acabaven a la platja, que anaven formant pisos premsats de terra i runa, i que es barrejaven amb les closques i minerals que les onades arrossegaven fins a la sorra. Un paisatge erm i trist que es completava amb les fogueres que s'hi encenien per cremar deixalles. Buscadors de metalls, captaires, pescadors i solitaris era l'element humà predominant. La recuperació no arribaria fins al 1981 amb la democràcia.
El dia de Nadal de 1962 el barri apareix cobert de neu. El 1966 uns 3 mil barraquistes del Somorrostro foren traslladats, per una anunciada visita de Francisco Franco a unes maniobres navals. L'augment demogràfic causat per les grans immigracions durant el franquisme va fer créixer el ja tradicional dèficit de serveis del Poblenou, extremadament greu en els camps de l'ensenyament, la sanitat i els transports. A més, seguien sense solució vells problemes com la contaminació, l'aïllament del barri entre l'autopista i les vies, o les periòdiques inundacions per manca d'una xarxa adequada de clavegueres. Els incendis sovintejaven motivats pels riscos que oferia l'existència de tanta indústria.
La restringida oferta educativa pública va fer que moltes generacions realitzessin els seus estudis a centres de fora del barri o a escoles privades i acadèmies. Les principals escoles eren Arnau, Llull, Pius XII, Lope de Vega les Franciscanes, Almi, donya Quimeta, l'Aliança Escolar, Mossèn Pius Bosch, Cots, Domingo, San Luis... Posteriorment, escoles com Voramar, Montseny i Grèvol foren un reforç per pal·liar aquestes insuficiències. El centre de formació professional Poblenou amplià el sistema educatiu. A mitjan anys 1970 comença la construcció el metro que enllaçarà més fàcilment el barri amb la resta de la ciutat, que el 1977 es va estrenar.
Les insuficiències al Poblenou foren les condicions necessàries per al naixement del moviment veïnal. Però el fet que funcionà com a detonant fou el Pla de la Ribera, projecte impulsat el 1966 per un grup de grans empreses que disposaven de solars i fàbriques al sud del barri, i que constituïren la societat Ribera S.A. Dos anys més tard, l'ajuntament de Porcioles aprovà el projecte. Es tractava de construir una gran urbanització davant de la platja, separada del barri vell per mitjà d'una autopista. El Pla suposava el desnonament de més de 15 mil veïns, a més de la pèrdua de llocs de treball a les moltes empreses que calia enderrocar i un munt de repercussions negatives sobre el barri, entre elles la desaparició de la seva estructura tradicional. Cinc anys més tard -però-, quasi 8 mil impugnacions aconseguiren aturar el projecte.

## Arquitectura

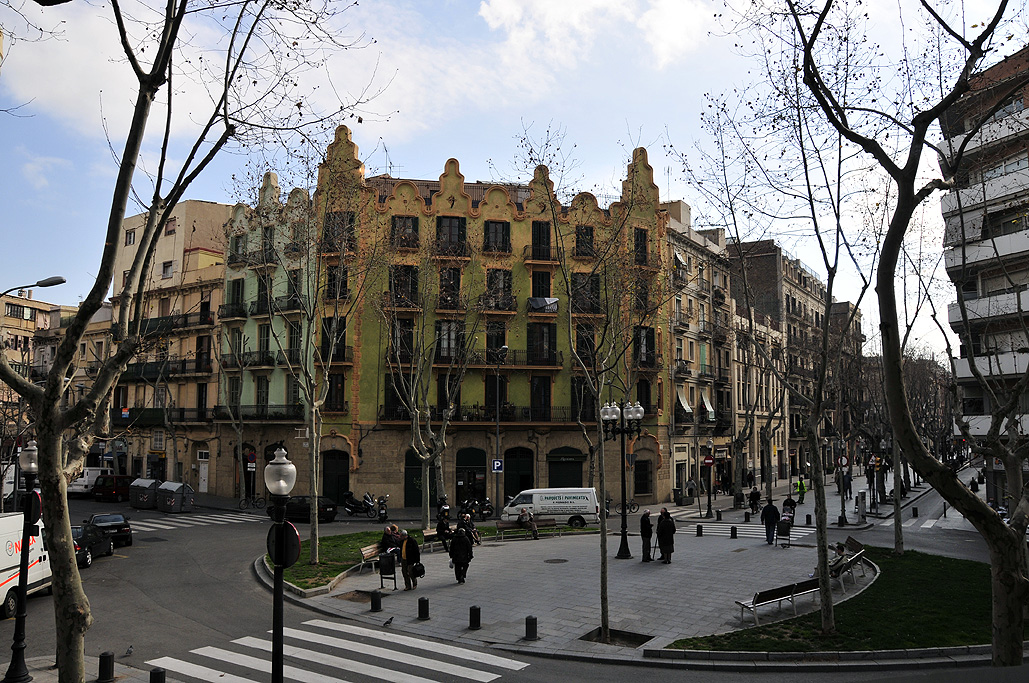
Edifici modernista en una cantonada de la Rambla del Poblenou.

El passat industrial del barri va llegar nombroses fàbriques que van ser abandonades i posteriorment recuperades per a diferents usos, com lofts, estudis i com seu de diferents entitats. Comparteix amb això habitatges construïts durant el segle xix i xx, centrades en el nucli tradicional del barri (al voltant de la rambla del mateix nom). Els últims anys s'està remodelant intensament, amb la construcció d'edificis moderns i la rehabilitació d'alguns d'ells. Gran part d'aquests canvis està promogut pel projecte Districte 22@, on destaquen edificis singulars com la Torre Agbar, la seu de la Comissió del Mercat de les Telecomunicacions, el Museu del Disseny de Barcelona, l'edifici Imagina (seu de l'empresa Mediapro) i l'edifici Media-TIC, entre d'altres. També trobem edificis de pisos obrers fomentat pels industrials, com per exemple Pallars, 299-317, edifici de Josep Martorell i Oriol Bohigas que va rebre un premi FAD el 1959.

## El Poblenou i els artistes
Ramon Calsina, artista polifacètic nascut l'any 1901 al barri barceloní del Poblenou, va interpretar en les seves obres paisatges del Poblenou, dels seus carrers, dels seus terrats, de les teulades de les cases, del Gasòmetre i de la inconfusible Torre de les Aigües, actualment situada al bell mig de la Plaça Ramon Calsina.
L'antiga torre de les Aigües del Besòs, feta per l'arquitecte Pere Falqués l'any 1881, tenia l'objectiu de portar l'aigua subterrània del Besòs cap al nucli urbà del Poblenou i Barcelona, però ben aviat es va descobrir que l'aigua extreta tenia un alt grau de salinitat i no es podia beure. Per aquest motiu, l'any 1922 la torre es va vendre a Can Girona, una fàbrica metalúrgica que aprofitava l'aigua de la torre per al procés productiu. Els seus 68 metres d'alçada i els 12 metres de diàmetre han estat un element reiteratiu en l'obra de Calsina, com per exemple en la pintura titulada "la Castanyera" del Museu Deu del Vendrell. De la mateixa manera els globus també són una constant en l'obra de Ramon Calsina, globus aerostàtics que s'enlairen pel cel del barri del Poblenou. Els globus van marcar l'adolescència de l'artista, on l'enrailament dels globus de gas era tot un espectacle. La gent pujava a les terrasses de les cases per veure'ls i quedaven captivats davant les formes voluminoses i els colors.
Els records i les vivències de Calsina del seu barri també són presents en els seus dibuixos. En l'obra “Estampes infantils”, en el marge inferior dret de la composició va dibuixar la llanterna màgica, conservada encara actualment per la família de l'artista. La llanterna màgica era com la televisió actual, Calsina jugava tot passant unes pel·lícules de colors pintades a mà. Al centre de la composició un nen amb bata i espardenyes agafa aigua d'un recipient per netejar la roba. Precisament, de nen, quan Calsina passava la bogada, va descobrir el personatge de la dreta de la composició: en Robinson Crusoe. El dibuix evoca aquests records d'infantesa, quan cada dijous l'infant Calsina posava la roba de la setmana en cendra i aigua calenta. Al fons de la composició va representar la Torre de les Aigües, els globus i uns vidres de quan treballava de vidrier.

## Festa Major
La Festa Major del Poblenou és la festivitat anual més important del barri. Des del 1872 la Festa Major del Poblenou se celebra durant la primera quinzena del mes de setembre. Anteriorment se celebrava al desembre però es va canviar per raons de clima i també mirant de no coincidir amb la festa major de Sant Martí de Provençals, població a la qual pertanyia, per diferenciar-s'hi. Als anys noranta van començar a guarnir-se els carrers. L'envelat n'era una característica, com en altres festes majors, fins que el cost i el canvi de costums el van fer eliminar. El 1964 va ser el seu cant de cigne amb una exposició artística. El pregó es va incloure com a pòrtic de la festa el 1980, i l'any següent es recuperaven els Gegants del Poblenou, que abans només sortien per Corpus. El mateix 1981 s'hi introduïa el fi de festa amb els focs artificials a la platja, acabada de recuperar, i el 1982 s'estrenaven diables i correfoc.
Des de l'any 1981, coincidint amb la Festa Major del Poblenou es comença a celebrar la Cursa Popular de Poblenou.

## Festival d'Arts Lumíniques

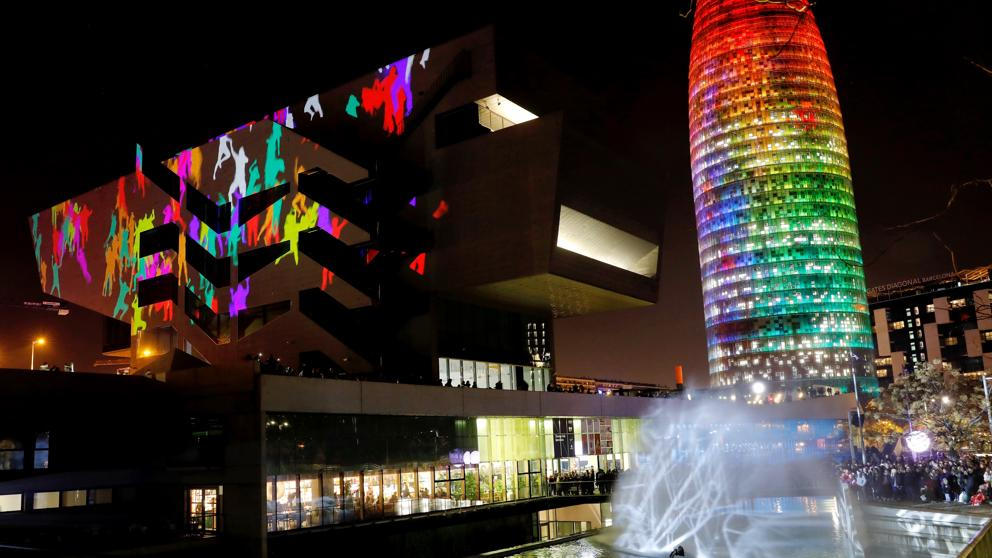
Festival Arts Lumíniques Poblenou

El 22@, districte tecnològic més innovador de Barcelona establert en el barri de Poblenou, és l'escenari del Festival Llum BCN. Es tracta d'un festival d'Arts Lumíniques celebrat anualment al febrer que s'ha consolidat com un dels grans esdeveniments lúdics i culturals de l'hivern barceloní. Durant uns dies el Poblenou es transforma en un espectacle audiovisual.
La majoria de les obres lumíniques son a cel obert, representant un catàleg de les expressions audiovisuals més innovadores que recorren el mon sencer. Espectacles làser, muntatges interactius, performances i projeccions mapping sobre edificis que exhibeixen els conceptes d'art digital i lumínic més innovadors.
La innovació forma part del caràcter del festival des del seus inicis. Entre les noves creacions  hi han instal·lacions creades per artistes de Vanguardia que utilitzen des de la  realitat augmentada fins  intel·ligència artificial. Tot això combinat amb llum i so per crear ambients únics que fan albirar com seran les nits de les ciutats del futur.

## Transport
El barri es connecta amb la resta de la ciutat mitjançant la línia 4 del metro de Barcelona. El sector limitat per l'avinguda Diagonal permet l'accés a la xarxa de tramvia del Trambesòs. A més, hi ha estacions del sistema de transport Bicing.